# کوه سونگ
کوه سونگ (پین‌یین: Sōngshān، "کوه بلند ") رشته کوهی در استان هنان در شمال مرکزی چین، در امتداد ساحل جنوبی رودخانه زرد است. در ادبیات عامیانه به عنوان کوه مرکزی پنج کوه بزرگ چین شناخته می‌شود. دست‌کم از اوایل هزاره اول، اساطیر نجومی چینی بر این باور بودند که کوه سونگ «مرکز بهشت و زمین» است. به این ترتیب توسط سلسله‌های متوالی امپراتوری چین مورد احترام بود.
نام سونگشان همچنین برای قله‌ای از محدوده واقع در ۳۴°۳۰′۳۸″شمالی ۱۱۲°۵۶′۰۵″شرقی / ۳۴٫۵۱۰۶۲۷°شمالی ۱۱۲٫۹۳۴۶۴۷°شرقی به کار می‌رود. این قله چهارمین قله بلند و دومین قله با ۸۶۹ متر (۲٬۸۵۱ فوت) برجستگی توپوگرافی است. منظره ملی سونگشان به نام آن نامگذاری شده‌است. بلندترین قله در این رشته کوه لیان تیان فنگ با ۱٬۵۱۲ متر (۴٬۹۶۱ فوت) است. این مکان در سراسر دره شائویانگ است که در سمت غربی آن معبد شائولین قرار دارد. این دره برخلاف کوه‌های جنگلی و پرشتاب، از جمعیت خوبی برخوردار است.